# 前田桃杏
前田 桃杏（まえだ もあ、1999年10月7日 - ）は、日本のAV女優。

## 略歴
2020年3月、お嬢様学校に通うJD(女子大生)の名でSODの新レーベルMs.SODよりAVデビュー。
AVデビューしたきっかけは、AV女優のキラキラした姿に惚れたから
2021年、Ms.SODにとどまらず、Fitch、本中、OPPAI、ワンズファクトリーでもデビューした。

## 人物
非常におっとりとした性格である。
本人曰く、高校時代から胸が徐々におおきくなってEカップまでになり、卒業してからさらに大きくなって痩せたり太ったりを繰り返して今に至るとの事。
デビューのきっかけはSNSでAV女優を知ったから。
作品:
1. 解禁 神乳Iカップ女子大生初めてのナマ中出し 前田桃杏 2021/05/25 番號: HND-991
2. 【VR】普段は地味巨乳な会社の後輩が飲み会で酔って鬼肉食化！酔い潰れた僕は朝まで何度も喰い散らかされた 前田桃杏 2021/07/09 番號:  PPVR-014

3. 【VR】人間の心とエッチ度が芽生えたラブドールモアちゃんにナマ中出し 生チ○ポ挿入されて覚醒！？アナタに超従順！何でも言うこときいてくれるから中出しし放題！ 前田桃杏 2021/09/22 
番號:HNVR-074
4.「もうイッてるってばぁ！」状態で何度も中出し！ 前田桃杏 2021/06/01 WAAA-065 
5.【夏のSUPER SALE！！】 超特盛りSUMMER SALE 2022 興奮度MAX 200％の厳選200作品16時間special 
2022/08/09 RBB-240 